# Alrite

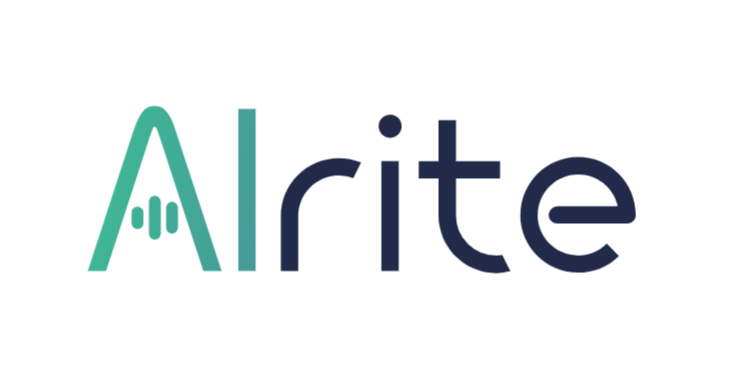
Az Alrite logója

Az Alrite egy innovatív beszédfelismerő szoftver, amelyet egy magyar tech vállalat, a Régens Zrt. fejlesztett ki. 2020-ban elindított alkalmazás, amely mesterséges intelligencia (MI) alapú megoldásokat kínál vállalatoknak és magánszemélyeknek, lehetővé téve a gyors és hatékony leiratkészítést, fordítást és feliratozást. Az Alrite a legújabb deep learning technológiákat alkalmazza, különös tekintettel a magyar nyelvre optimalizált beszédfelismerésre, amely rendkívüli pontossággal képes a beszédet szöveggé alakítani. Az Alrite-t jelenleg (2025 tavaszán) több mint 265 000 felhasználó használja. Az Alrite elérhető mobilalkalmazásként Android és iOS eszközökre, valamint webalkalmazás formájában Windows és MacOS operációs rendszereken.

## Tulajdonságai
Az Alrite egy automatikus beszédfelismerő (ASR) szoftver, amely kiemelkedő pontossággal képes a beszélt nyelvet szöveggé alakítani. A szoftver különösen a magyar nyelvhez van optimalizálva, lehetővé téve a beszéd 95%-os pontossággal történő leiratozását. De a rendszer nemcsak magyarul, hanem több más nyelven (angol, francia, spanyol, német) is képes dolgozni. Az Alrite a legmodernebb mesterséges intelligenciát és deep learning technológiát alkalmazza a beszéd felismerésére. Az AI folyamatosan tanul és fejlődik, hogy az átírás minél pontosabb és gyorsabb legyen.
A legfontosabb alkalmazási területei a média-tartalomfejlesztés, oktatási anyagok és jegyzetek készítése, jogi, közigazgatási területen megbeszélések, meghallgatások és tárgyalások jegyzőkönyvezése, és a magáncélú használat. Emellett fontos az akadálymentesítésben: segítséget nyújt a fogyatékkal élők számára a jobb hozzáférhetőség biztosításában.

#### Automatikus beszédfelismerés és szövegfeldolgozás
Az Alrite képes különböző formátumú hang- és videófájlok feldolgozására, valamint valós idejű beszédfelismerésre, lehetővé téve a gyors és pontos leiratkészítést. Leiratkészítés közben a szoftver automatikusan azonosítja a beszélőket, ezzel leegyszerűsíti a többszereplős tartalmak (pl. párbeszédek, konferenciafelvételek) kezelését. Az Alrite automatikus fordítási funkcióval is rendelkezik.

#### Feliratszerkesztés, feliratráégetés
Az Alrite feliratszerkesztője lehetővé teszi a megjelenő sorok számának, karaktereknek és időzítésnek az egyedi beállítását, így a feliratok a videóhoz. Az egyedi effektek (pl. folyamatjelzők, karaoke-stílusú kiemelések) mellett a feliratráégető funkcióval testre szabható a feliratok betűtípusa, mérete, színe, háttere és elhelyezkedése. A feliratok ekkor függetlenül a lejátszás módjától a videó részévé válnak.

#### Valós idejű leirat és felirat
Az Alrite lehetőséget biztosít a beszéd valós időben történő leiratkészítésre és a felvétel feliratozására élő események, például webináriumok, közvetítések vagy prezentációk során: ez a funkció azonnal megjeleníti a leiratokat és feliratokat.

## Adatvédelem és biztonság
Az Alrite mögött álló Régens Zrt több tanúsítvánnyal is rendelkezik. Az adatbiztonság kiemelt szempont a digitális rendszerek működtetése során, ezért az adatkezelés és a hozzáférési jogosultságok szabályozása szigorú biztonsági alapelvek mentén történik. A legkorszerűbb iparági standardok alkalmazásával biztosított a rendszerek védelme, amelyet nemzetközi tanúsítványok is igazolnak.
A biztonsági keretrendszer az ISO 27001 és ISO 9001 szabványok előírásai szerint van kialakítva, garantálva az információbiztonsági és minőségirányítási követelményeknek való megfelelést. Az adatkezelés teljes mértékben összhangban van a GDPR előírásaival, biztosítva a személyes adatok védelmét és átlátható kezelését. További biztonsági intézkedések közé tartozik a Cyber Essentials és a Certified Ethical Hacker minősítés, amelyek igazolják a rendszer védelmét a kibertámadásokkal és adatbiztonsági fenyegetésekkel szemben.

## Cikkek és média
Az Alrite beszédfelismerő szoftverről több magyar nyelvű cikk is megjelent az elmúlt években, amelyek különböző aspektusait mutatják be az alkalmazásnak. Néhány példa ezek közül:
- Telex.hu: A cikk bemutatja, hogyan  segíti a magyar fejlesztésű AI alapú Alrite a Telex szerkesztőségét a  gépelésben, különös tekintettel a diktálásra, hanganyagok leiratozására és videók feliratozására.[7]
- Hello Biznisz (Telekom): Ez a cikk az Alrite beszédfelismerő rendszerének történetét és fejlődését ismerteti, kiemelve  a mesterséges intelligencia alkalmazását érzelemfelismerésre és szövegelemzésre.[8]
- We Love Budapest: A cikk bemutatja, hogyan használják a szerkesztőségben az Alrite programot az interjúk és beszélgetések feldolgozására, valamint a keresett információk gyors megtalálására.[9]
- Forbes.hu: A cikk részletesen tárgyalja az Alrite beszédfelismerő alkalmazás működését, amely deep learning alapú, és több nyelven is ért, beleértve a magyart, angolt, németet és spanyolt.[10]
- Telex.hu: Ez a cikk az Alrite új, AI-alapú valós idejű le- és feliratozási funkcióját mutatja be, amely lehetővé teszi az élő feliratok és leiratok készítését valós időben konferenciákon, céges meetingeken vagy egyetemi előadásokon.[11]
- Art is Business: A cikk bemutatja, hogyan használható az Alrite beszédfelismerő szoftver egyetemi előadások és     oktatóanyagok e-jegyzetekké alakítására, minimális utómunkával.[12]
- Faipar.hu: A cikk ismerteti az Alrite beszédfelismerő szoftvermegoldást[13]